# Djuna Barnes
Djuna Barnes (12 de juny de 1892 - 18 de juny de 1982) va ser una escriptora i il·lustradora dels Estats Units, essencial en el desenvolupament del moviment modernista en llengua anglesa i una de les protagonistes de la bohèmia de París als anys 20 i 30 i de la bohèmia de Greenwich Village dels anys 10. La seva novel·la El bosc de la nit va esdevenir un llibre de referència de la ficció moderna, impulsat per un pròleg escrit per l'influent poeta i crític T. S. Eliot, amic seu. Encara avui en dia, resulta una obra important i trencadora per la seva manera de descriure temes lèsbics i pel seu innovador estil d'escriptura. Des de la mort de Barnes, l'interès per la seva obra no ha fet més que créixer i alguns dels seus llibres prèviament descatalogats tornen a circular.

## Influència
Un bon nombre d'escriptors han citat el nom de Djuna Barnes com una inspiració important per a la seva obra. Entre ells figuren Anaïs Nin, Truman Capote, William Goyen, Karen Blixen, John Hawkes o Bertha Harris. Aquesta darrera l'ha anomenada "pràcticament l'única expressió de la cultura lèsbica que tenim a l'Occident modern des de Safo".

## Obres
- The Book of Repulsive Women: 8 Rhythms and 5 Drawings (1915)
- A Book (1923) –versions revisades publicades com a:
  - A Night Among the Horses (1929)
  - Spillway (1962)
- Ryder (1928)
- Ladies Almanack (1928)
- Nightwood (1936)
- The Antiphon (1958)
- Selected Works (1962) –Spillway, Nightwood, i la versió revisada de The Antiphon
- Vagaries Malicieux: Two Stories (1974) –publicació no autoritzada
- Creatures in an Alphabet (1982)
- Smoke and Other Early Stories (1982)
- I Could Never Be Lonely without a Husband: Interviews by Djuna Barnes (1987) –ed. A. Barry
- New York (1989) –periodisme
- At the Roots of the Stars: The Short Plays (1995)
- Collected Stories of Djuna Barnes (1996)
- Poe's Mother: Selected Drawings (1996) –ed. i introducció de Douglas Messerli
- Discanto, poesie 1911–1982, Roma, Edizione del Giano, 2004, a cura de Maura Del Serra
- Collected Poems: With Notes Toward the Memoirs (2005) –ed. Phillip Herring i Osias Stutman